# Apolemichthys xanthurus
Poisson-ange des Indes
Espèce
Synonymes
- Holacanthus xanthurus Bennett, 1833

Statut de conservation UICN

 LC  : Préoccupation mineure
Poisson-ange des Indes (Apolemichthys xanthurus) est une espèce de poisson osseux de la famille des Pomacanthidés. Présent dans les récifs coralliens de l'Océan Indien, il peut atteindre 15 cm.